# هاري دبليو. شيلينغ
هاري دبليو. شيلينغ (بالإنجليزية: Harry W. Schilling)‏ هو فلاح وسياسي أمريكي، ولد في 21 سبتمبر 1887، وتوفي في 20 مارس 1958. حزبياً، نشط في الحزب الجمهوري. وقد انتخب عضو جمعية ولاية ويسكونسن.